# Stary Zamek
Stary Zamek (niem. Altenburg) – wieś w Polsce położona w województwie dolnośląskim, w powiecie wrocławskim, w gminie Sobótka.
W latach 1975–1998 miejscowość należała administracyjnie do województwa wrocławskiego.

## Zabudowa
Miejscowość jest przykładem wsi placowej (okolnicy).

## Nazwa
9 grudnia 1947 ustalono urzędową polską nazwę miejscowości – Stary Zamek, określając drugi przypadek jako Starego Zamku, a przymiotnik – starozamecki.

## Zabytki
Do wojewódzkiego rejestru zabytków wpisane są:
- kościół pw. św. Stanisława, zbudowany w drugiej połowie XIII w. w stylu romańskim i przebudowany częściowo w 1714 roku, kiedy też przeprowadzono barokizację wnętrza (m.in. ołtarz główny). Z czasów budowy zachował się m.in. portal o bogatym zdobnictwie, trzy rzeźby lwów, a z okresu gotyckiego sakramentarium, część ołtarza z 1500 r. oraz dwie rzeźby Wacława I Świętego i Stanisława ze Szczepanowa z 1495 r. Przebudowywany w latach 1846–1853
- park pałacowy, z drugiej połowy XIX w.

Inne zabytki:
- stary, prawdopodobnie średniowieczny,  monolitowy krzyż kamienny z granitu przy drodze w środku wsi[6]; krzyż opisywany jest często jako tzw. krzyż pokutny, jest to jednak tylko hipoteza nie poparta żadnymi dowodami lecz wyłącznie nieuprawnionym założeniem, że wszystkie stare kamienne monolitowe krzyże, są krzyżami pokutnymi (pojednania)[7]; w rzeczywistości powód fundacji krzyża może być różnoraki, tak jak każdego innego krzyża.

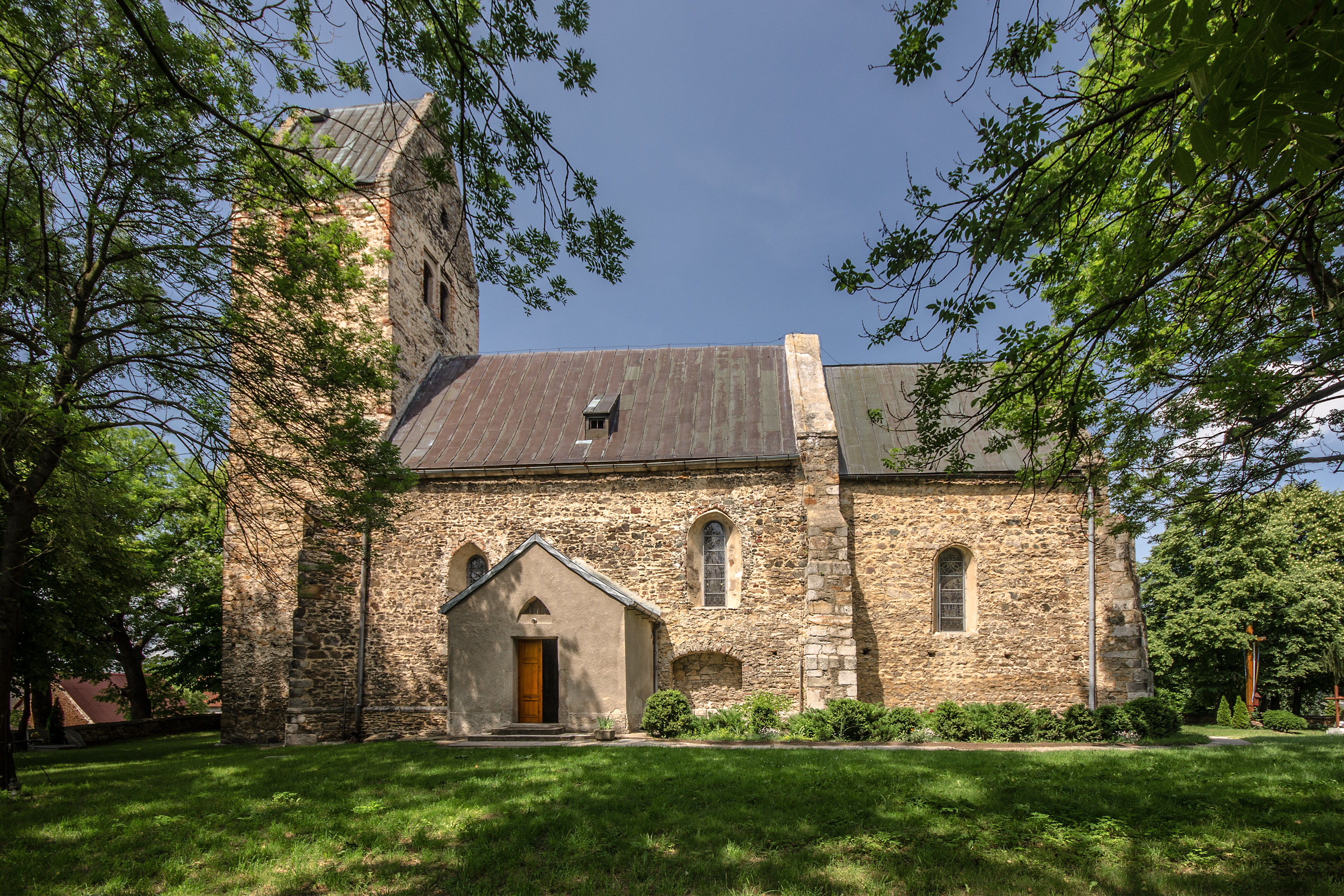
Kościół pw. św. Stanisława
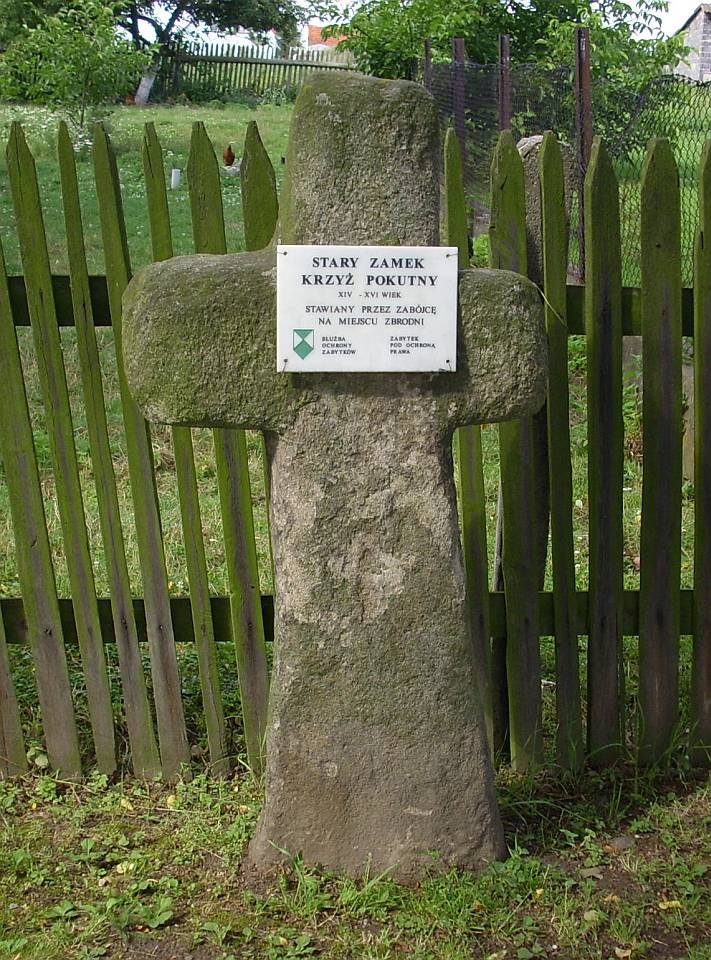
Krzyż kamienny

## Demografia
Według Narodowego Spisu Powszechnego (2011-03) liczył 268 mieszkańców. Jest siódmą co do wielkości miejscowością gminy Sobótka.
Ludność Starego Zamku na przestrzeni ostatnich 2 stuleci
- rok 1866 – 388 mieszkańców, w tym 268 ewangelików
- rok 1887 – 433 mieszkańców, w tym 353 ewangelików
- rok 1936 – 469 mieszkańców, w tym 387 ewangelików
- rok 1948 – 201 mieszkańców
- rok 1965 – 249 mieszkańców
- rok 1983 – 247 mieszkańców
- rok 1995 – 231 mieszkańców
- rok 2003 – 222 mieszkańców
- rok 2009 – 220 mieszkańców
- rok 2011 – 268 mieszkańców

Wykres liczby mieszkańców Starego Zamku